# Freiheit in Fesseln
Freiheit in Fesseln ist ein spätes deutsches Stummfilmdrama aus dem Jahre 1929 von Carl Heinz Wolff mit Livio Pavanelli, Vivian Gibson, Fritz Kampers und dem Franzosen Gaston Modot mit einem Schurkenpart in den Hauptrollen.

## Handlung
Der Zimmergeselle Franz Aigner steht vor Gericht: Der kraftstrotzende Hitzkopf hat einen Mann in Notwehr erschlagen. Dafür wird er mit einer mehrjährigen Gefängnisstrafe bedacht, die der im Grunde gutmütige Zeitgenosse allerdings auf Bewährung absitzen darf. Der Sprecher der Geschworenen, der Sägewerksbesitzer Seidel, findet Gefallen an dem handfesten Typen und veranlasst seinen Kahnführer Schulze, Aigner einen Job als Knecht anzubieten. Freudig nimmt dieser an. Bald verlieben sich Schulzes Tochter Marie und Franz ineinander. Dies missfällt jedoch dem Schifferknecht Paul Kummer sehr, hatte dieser doch bisher (mit wenig Erfolg) selbst ein Auge auf die hübsche junge Frau geworfen. 
Als Paul, eine charakterlich durch und durch verkommene Type, das schriftliche Urteil zu Aigners Strafe in die Finger bekommt, weiß er sofort, wie er Franz fortan Kummer machen kann. Er setzt den Hebel an dessen leichter Reizbarkeit an und triezt fortan den Konkurrenten um Maries Herz bis aufs Blut. Als Paul versucht, Marie mit Gewalt zu nehmen, geht Franz augenblicklich dazwischen. Mit einem stahlharten Fausthieb schlägt er den Vergewaltiger zu Boden. Paul bleibt leblos liegen. Franz droht nun eine lebenslange Gefängnisstrafe wegen Mordes, doch als die Umstände für sein Eingreifen bekannt werden, wird Aigner freigesprochen.

## Produktionsnotizen
Freiheit in Fesseln entstand von August bis September 1929 in den Filmstudios von Staaken bei Berlin, passierte am 16. Dezember desselben Jahres die Zensur und wurde am 5. Februar 1930 in Berlins Primus-Palast uraufgeführt. Die Länge des für die Jugend verbotenen Sechsakters betrug 2221 Meter. 
Willi A. Herrmann gestaltete die Filmbauten. Die Illustrationsmusik stellte Bernard Homola zusammen.

## Kritiken
„Ein Film um die Bewährungsfrist, sehr zeitgemäß, die ganze Welt steht augenblicklich mit einem Fuß in der Bewährungsfrist. Hier hat man so eine Art Volksstück daraus gemacht, ganz brav, mit einem derben Schuß Humor. Deutsche Arbeit, nur der Schluß nicht logisch. (…) Unser Fritze Kampers, sehr populär, der große Stramme, dicke Backenknochen, gute Augen, Spezialist für Fleischergesellen, Schwergewichtige, gibt hier den Befristeten. Famose Leistung, Muskeln mits Jemüt.“

„Der Film trägt den Untertitel Bewährungsfrist, das erweckt den Anschein, als beschäftige er sich ernsthaft mit einem aktuellen Justizproblem. Es war ein Irrtum. So sinnlos, wie der Haupttitel Freiheit in Fesseln ist, so sinnlos ist die Handlung und ihr Ausgang. (…) Ein Unfug, der lediglich auf das allgemeine Interesse des Publikums an Fragen der Justiz spekuliert. Die hübschen Aufnahmen auf einem Spreekahn und die Darsteller (Fritz Kampers, Daisy d‘Ora, Siegfried Arno) können nicht für die böse Enttäuschung entschädigen.“

“Sehr ansprechend” fand Kritiker Kurt London in der Zeitschrift Der Film Nr. 6 vom 8. Februar 1930 Bernard Homolas Kinomusik, die „einheitlich in der Linie“ war und „nett“ in der Weise, wie sie mit uralten Liedern des ancien régimes lyrische Szenen zu charakterisieren wusste.
(Gero Gandert, Der Film der Weimarer Republik: "1929", S. 226 zu Nr. 60)